# La Magdalena (Alta Garona)
La Magdalena (francès La Magdelaine-sur-Tarn) és un municipi del departament francès de l'Alta Garona, a la regió d'Occitània.

## Monuments

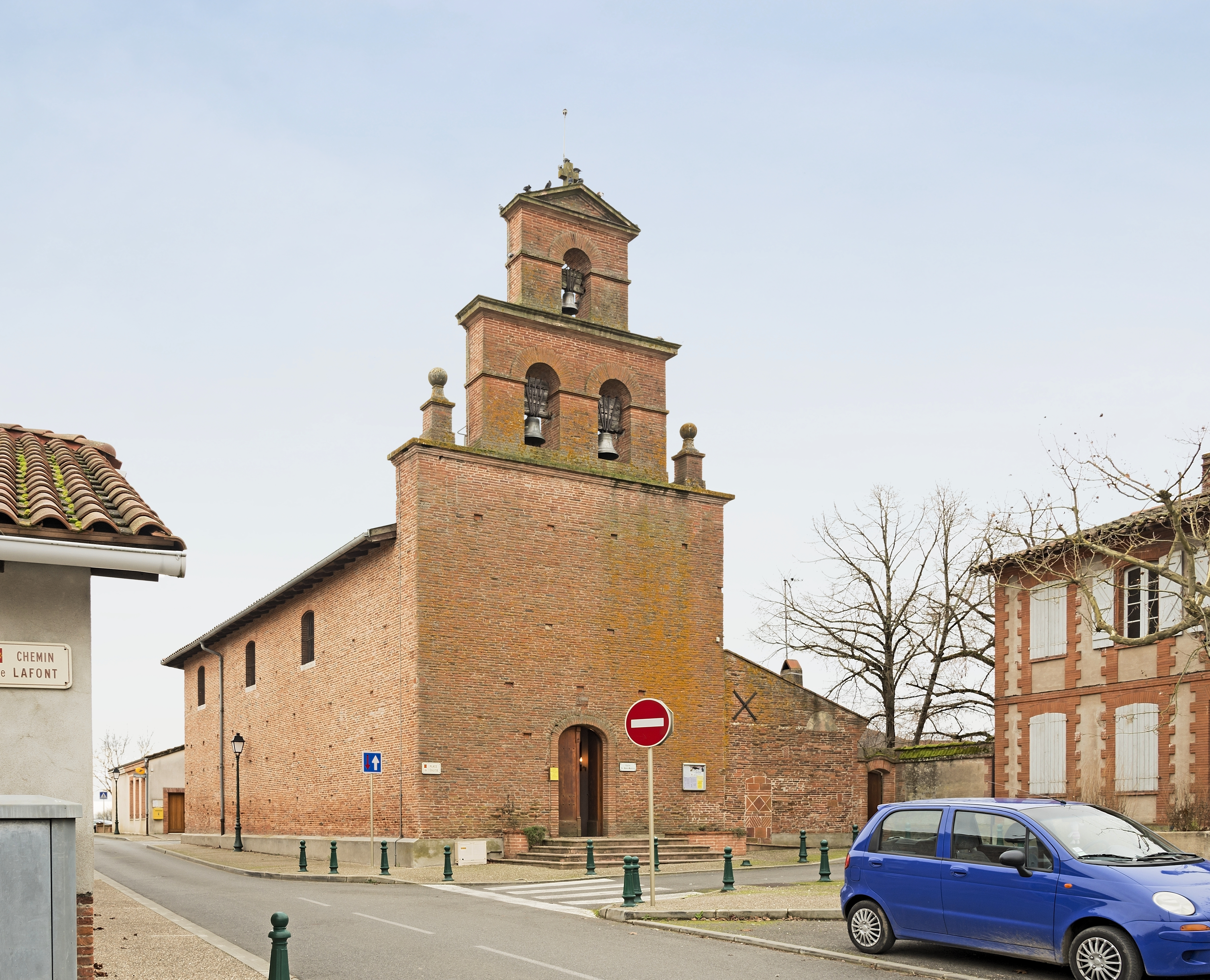
Església.
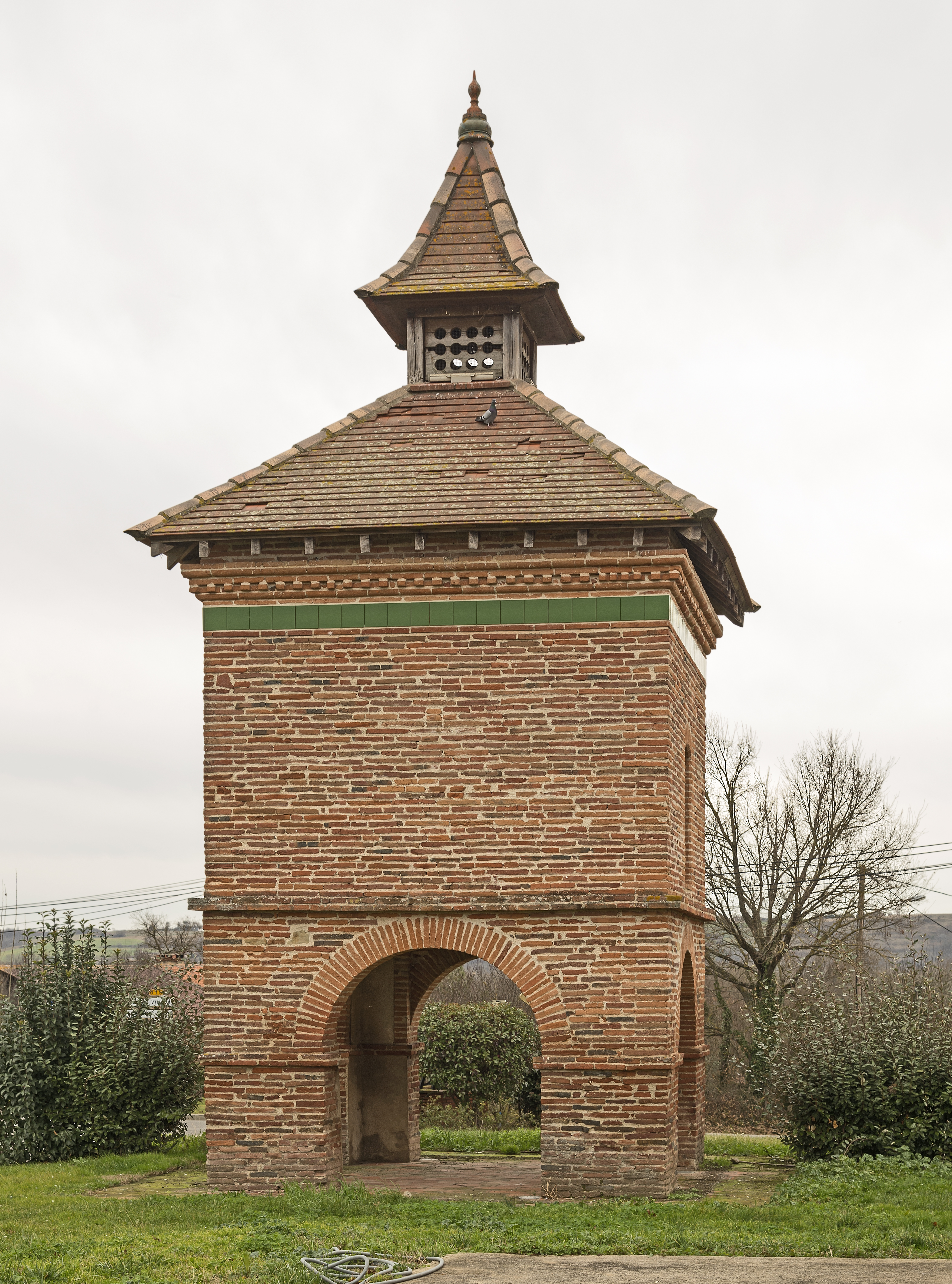
Palomar.